# Cummings C. Chesney
Cummings Colineer Chesney (* 28. Oktober 1863 in Selinsgrove, Pennsylvania; † 27. November 1947) war ein US-amerikanischer Elektroingenieur.
Nachdem er 1885 seinen Bachelor of Science am Pennsylvania State College erworben hatte, lehrte er zunächst Mathematik und Chemie am Doylestown-Seminar. 1888 ging er als Chemiker und Ingenieur ans Labor von William Stanley Jr. in Great Barrington, Massachusetts, und folgte Stanley im folgenden Jahr zur United States Lighting Co in Newark, einer Tochterfirma der Westinghouse Electric & Manufacturing Co. 1890 gründeten sie in Pittsfield, MA, die Stanley Electrical Manufacturing Co. Als diese 1902 von General Electric übernommen wurde, stieg Chesney zum Vizepräsidenten und Chefingenieur auf. Sie errichteten in Kalifornien die längste Hochspannungsleitung der Welt mit 40.000 bis 60.000 Volt.
Im Februar 1922 wurde er For early developments in alternating current transmission vom American Institute of Electrical Engineers (AIEE) mit der Edison-Medaille ausgezeichnet.